# Amenhotep-Huy
Amenhotep-Huy là một vị Tể tướng của Ai Cập cổ đại dưới triều đại của Amenhotep III. Bên cạnh vai trò là tể tướng của Amenhotep III, Amenhotep-Huy còn là quan đốc chính của Thượng và Hạ Ai Cập, quan giám sát toàn bộ công nhân của Đức vua ở Thượng và Hạ Ai Cập.

## Cuộc đời và sự nghiệp
Có hai vị Tể tướng vào thời điểm này và Amenhotep-Huy đã phụng sự bên cạnh một vị tể tướng khác là Ramose. Chúng ta không biết một cách hoàn toàn rõ ràng về việc ai là tể tướng của miền Bắc Ai Cập và ai là tể tướng của miền Nam. Amenhotep-Huy được chứng thực ở cả miền bắc và miền nam. Ông được chứng thực trong những dòng chữ khắc ở Gebel el Silsila, tại đó ông đã giám sát công việc trong mỏ đá sa thạch.

## Ngôi mộ và mai táng
Amenhotep-Huy sở hưu một ngôi mộ ở khu nghĩa trang Thebes. Ngôi mộ này được khai quật vào năm 1978 ở El-Assasif, Thebes.
Một nhóm nghiên cứu đa quốc gia dưới sự dẫn dắt của Instituto de Estudios del Antiguo Egipto de Madrid và tiến sĩ Martin Valentin đã tiến hành nghiên cứu các chi tiết kiến trúc của ngôi mộ này từ 2009. Vào tháng 2 năm 2014, Bộ cổ vật Ai Cập đã công bố về cái được gọi là bằng chứng thuyết phục mà cho thấy rằng Akhenaten đã chia sẻ quyền lực với vua cha trong ít nhất 8 năm, dựa trên bằng chứng đến từ ngôi mộ của tể tướng Amenhotep-Huy. Do đó, Amenhotep-Huy đã phải nắm giữ chức vụ của ông trong giai đoạn đồng nhiếp chính này.